# Rubiols
|  | Aquest article tracta sobre el municipi aragonés. Vegeu-ne altres significats a «Rubiols (desambiguació)». |

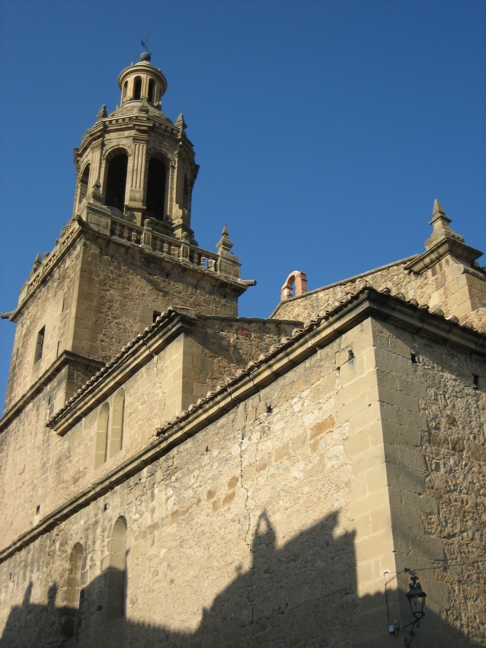
Església de Rubiols

Rubiols (en xurro Ruvihuelos; en castellà i oficialment, Rubielos de Mora) és un municipi de l'Aragó, situat a la província de Terol i enquadrat a la comarca de Gúdar-Javalambre.
Compta amb un recinte urbà prou ben conservat, amb dues de les set portes que hi donaven accés. L'ajuntament és d'estil renaixentista i també compta amb diverses cases nobiliàries, com la del comte de Florida o la del comte de Creixell, així com moltes altres cases amb llindes que representen antics oficis. També té importància arqueològica gràcies als fòssils i les restes d'ambre que hi ha a la zona.
Durant l'estiu i les festes és costum els espectacles taurins propis de la zona com el bou embolat i bou ensogat.
Hi va néixer el compositor Antonio Teodoro Ortells.

## Galeria

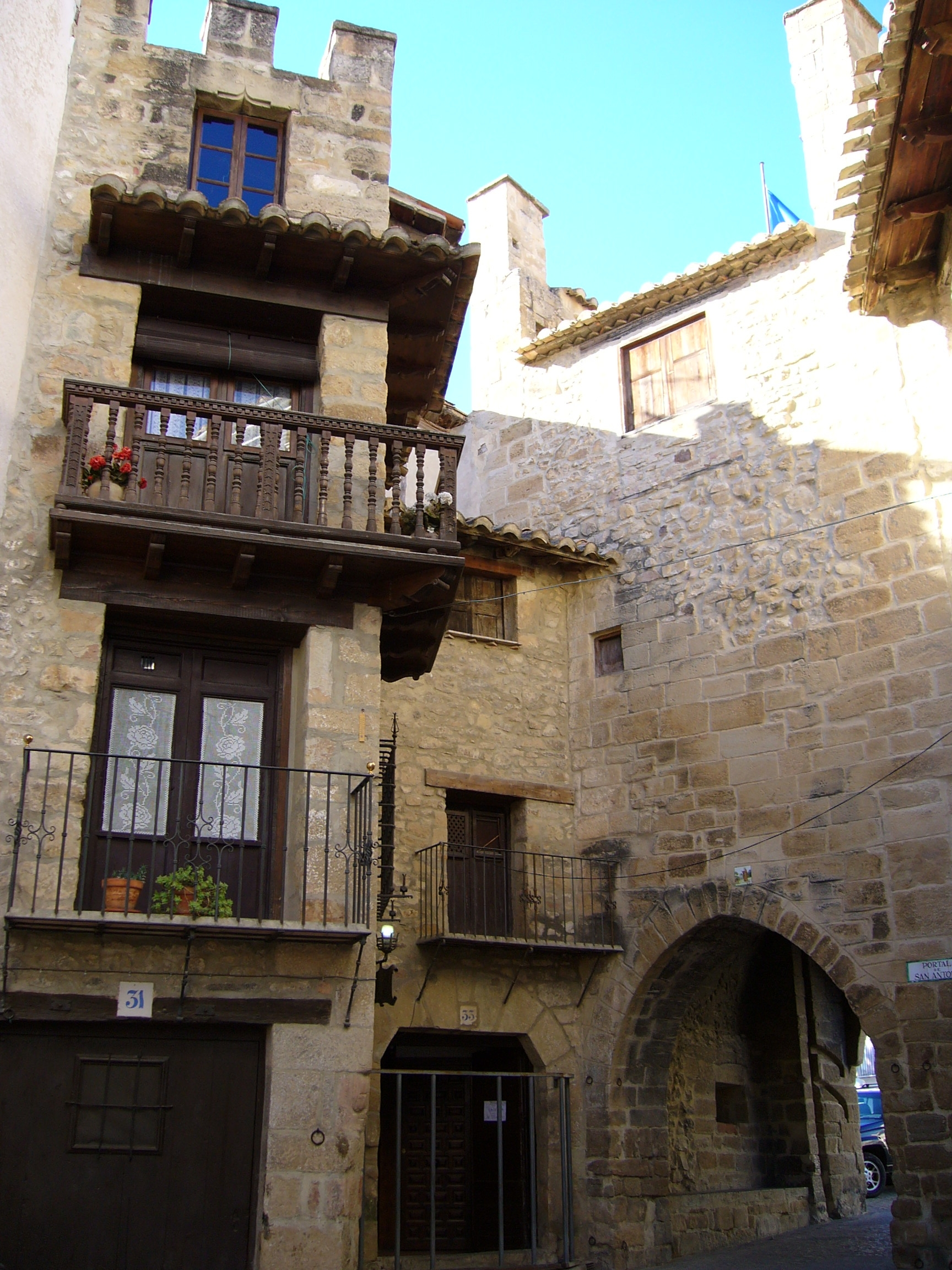
Rubiols de Mora
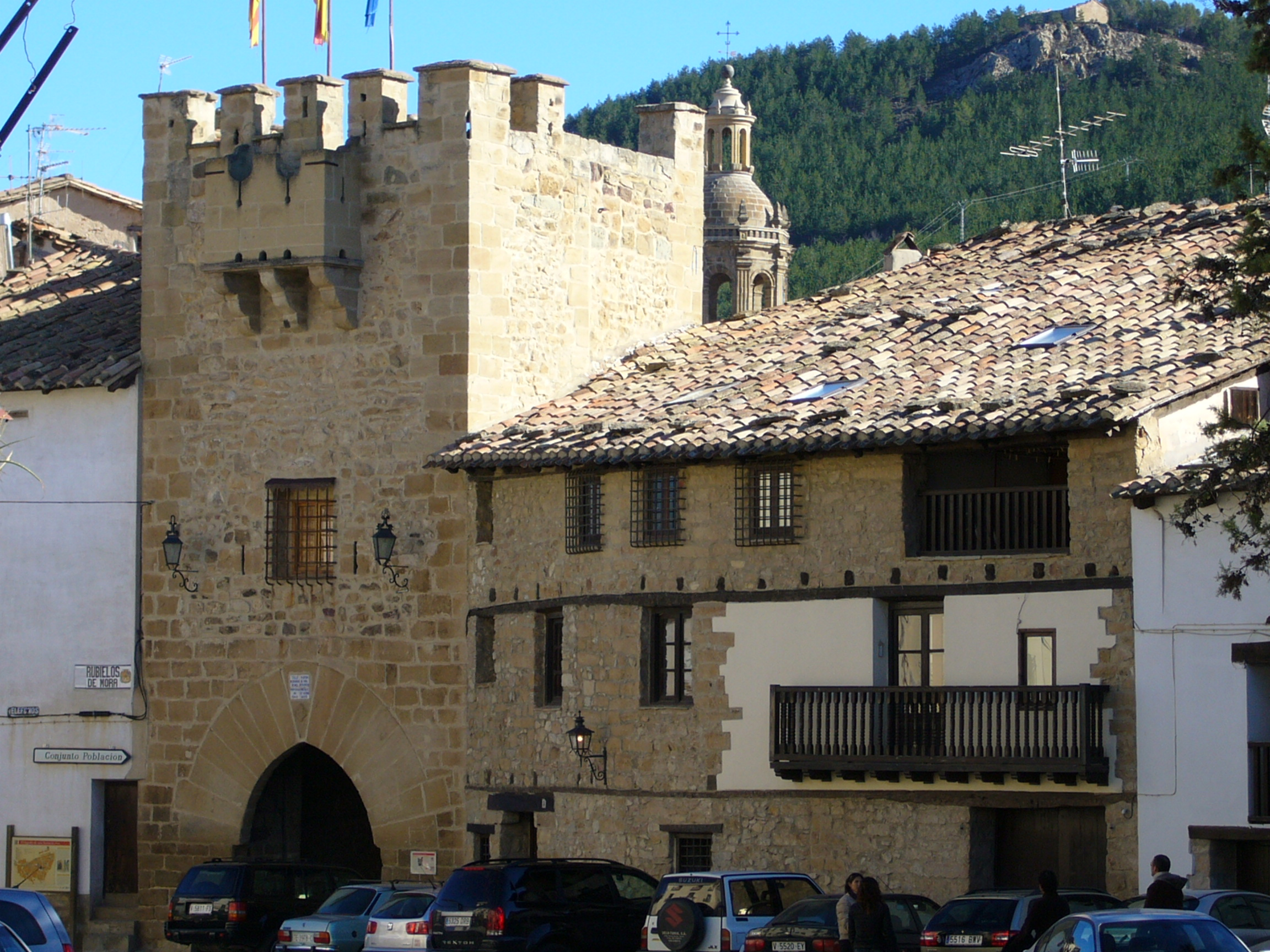
Rubiols de Mora
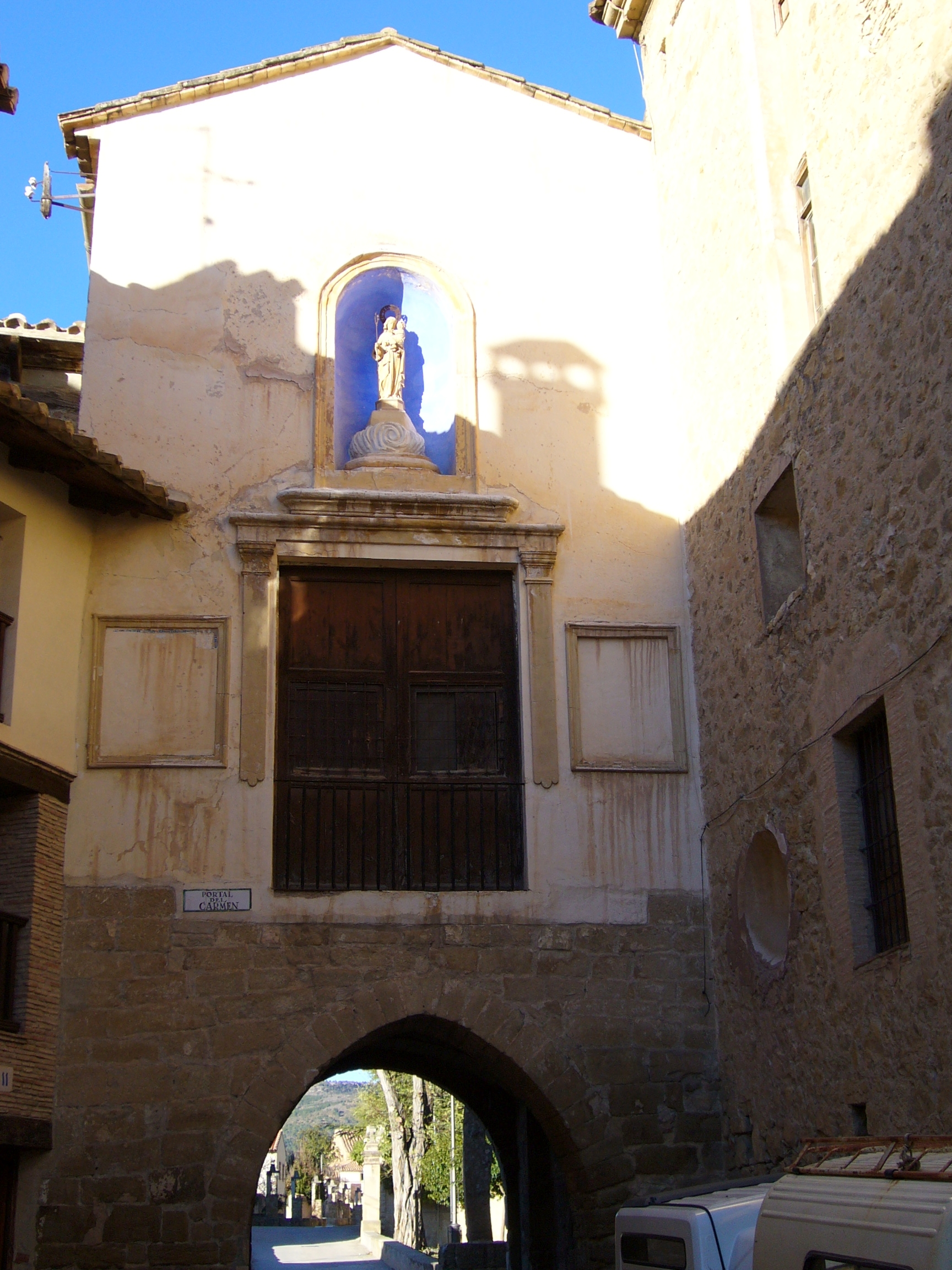
Rubiols de Mora
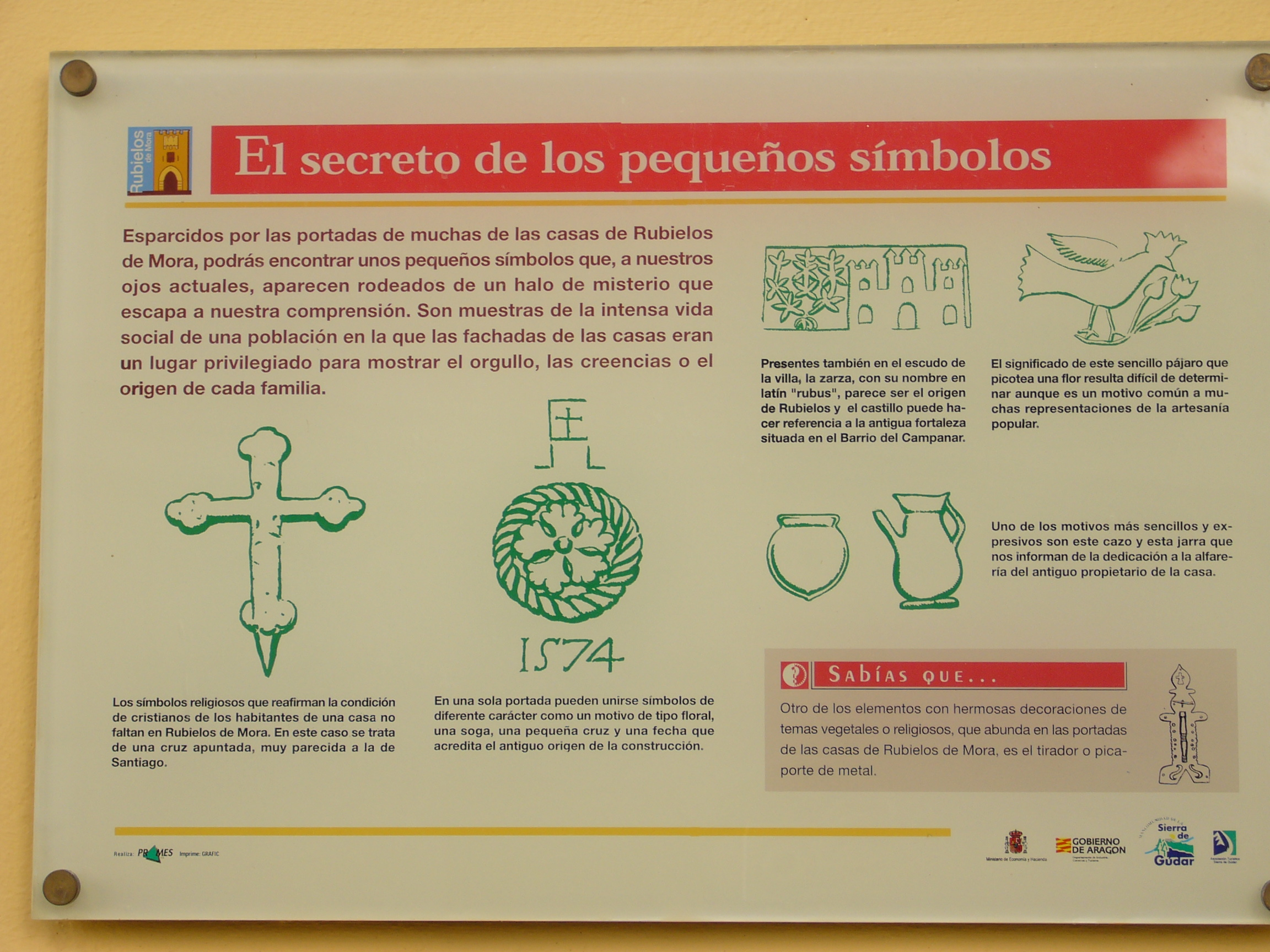
Rubiols de Mora
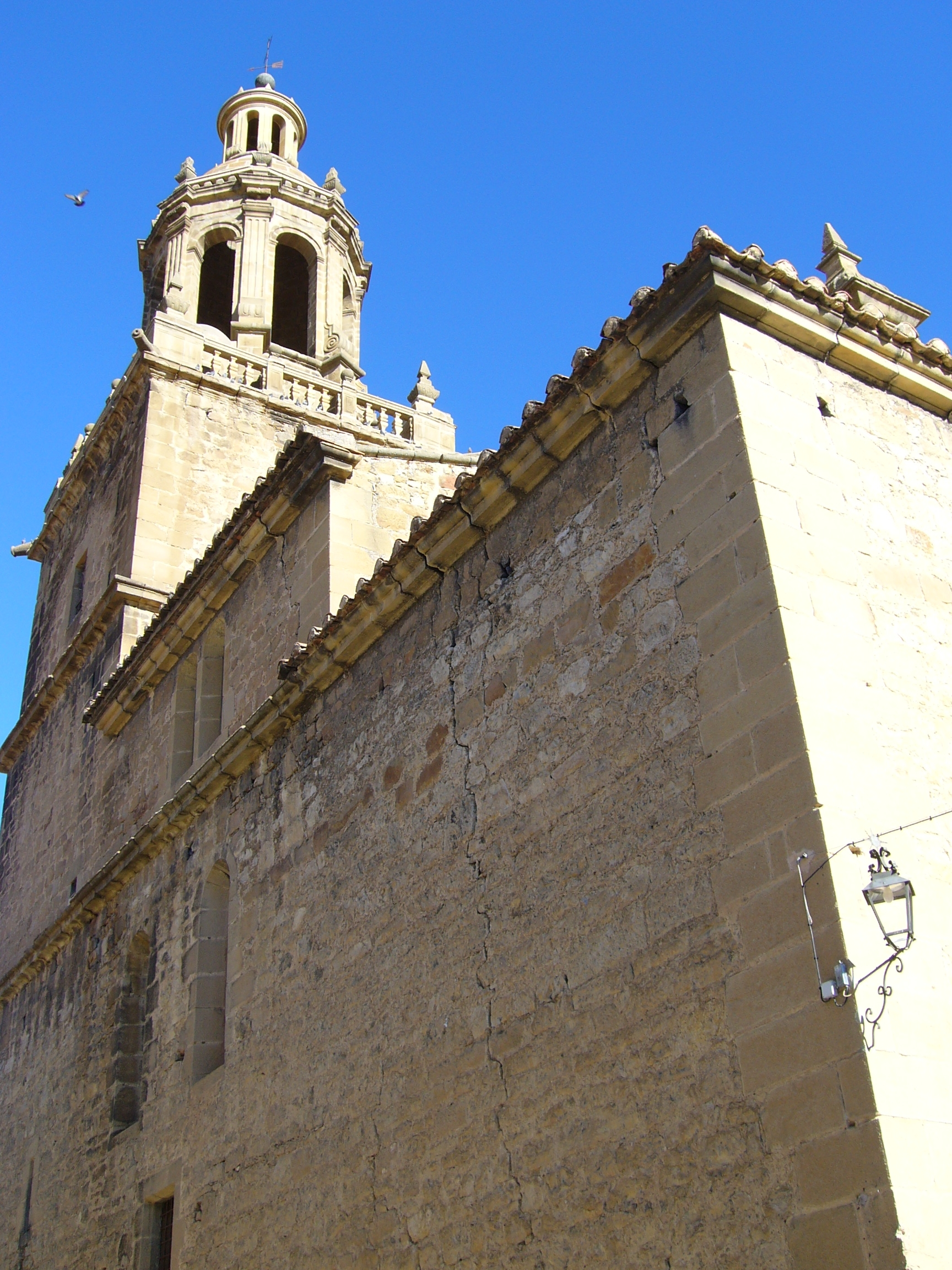
Rubiols de Mora
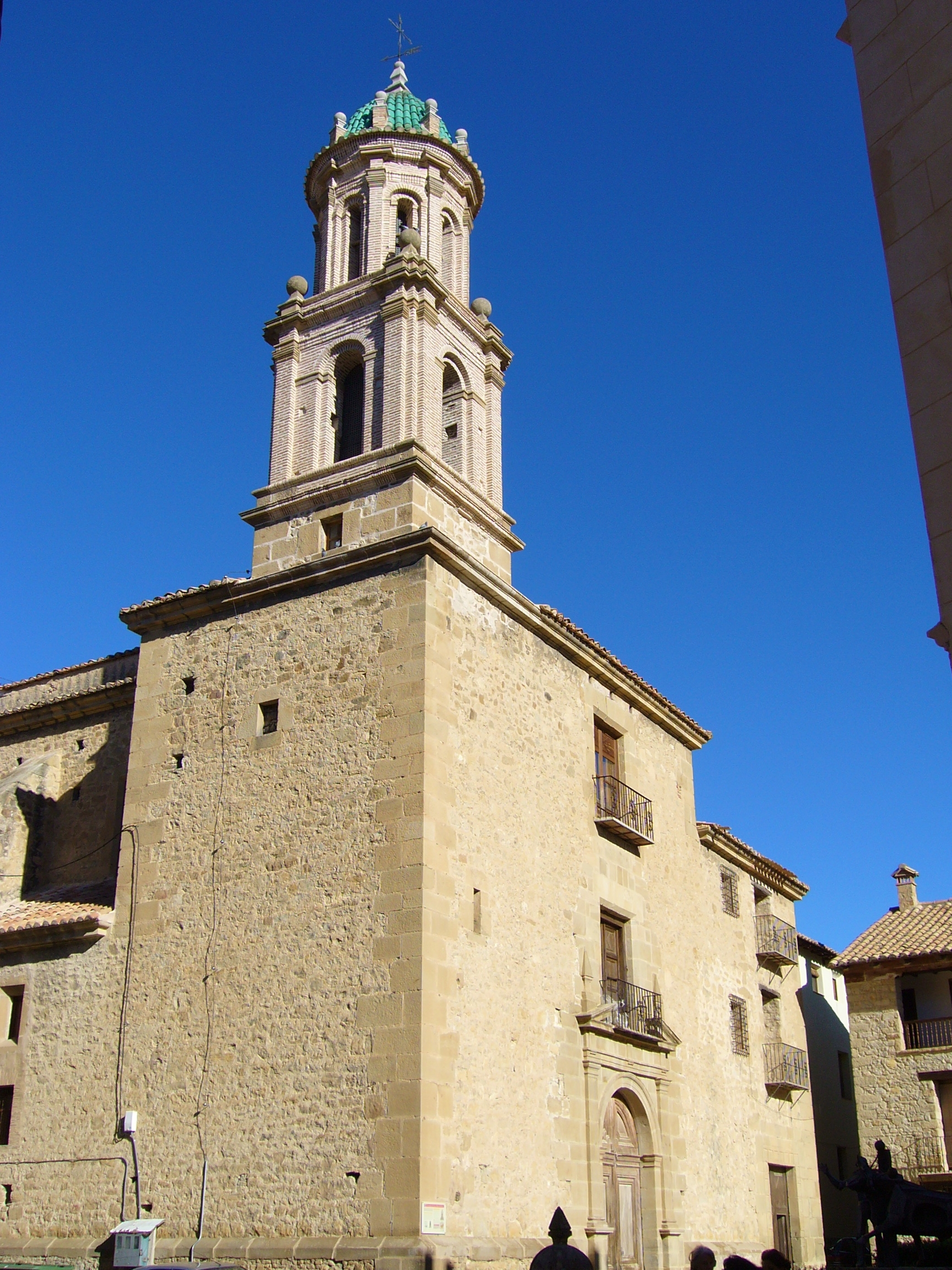
Rubiols de Mora
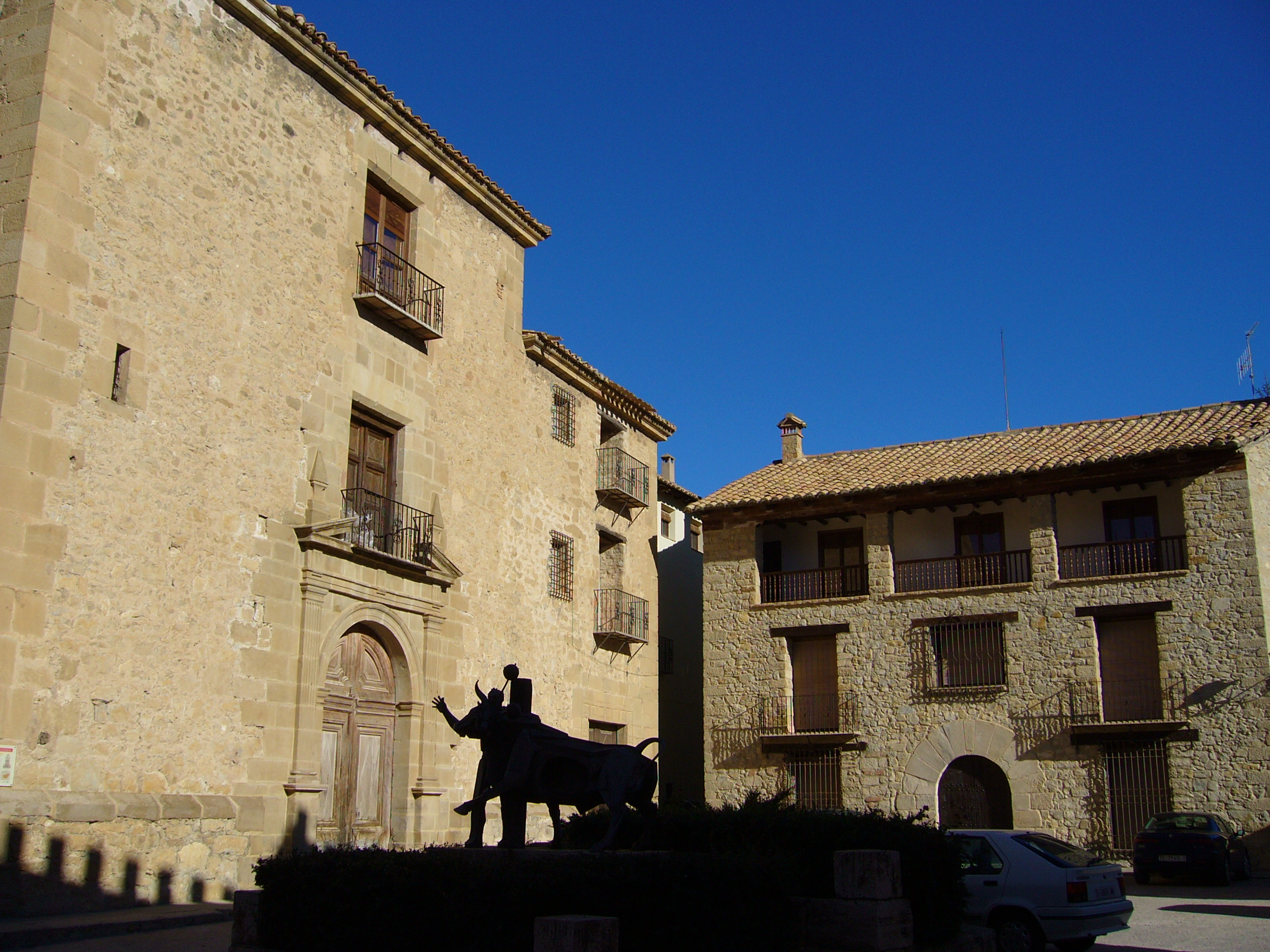
Rubiols de Mora
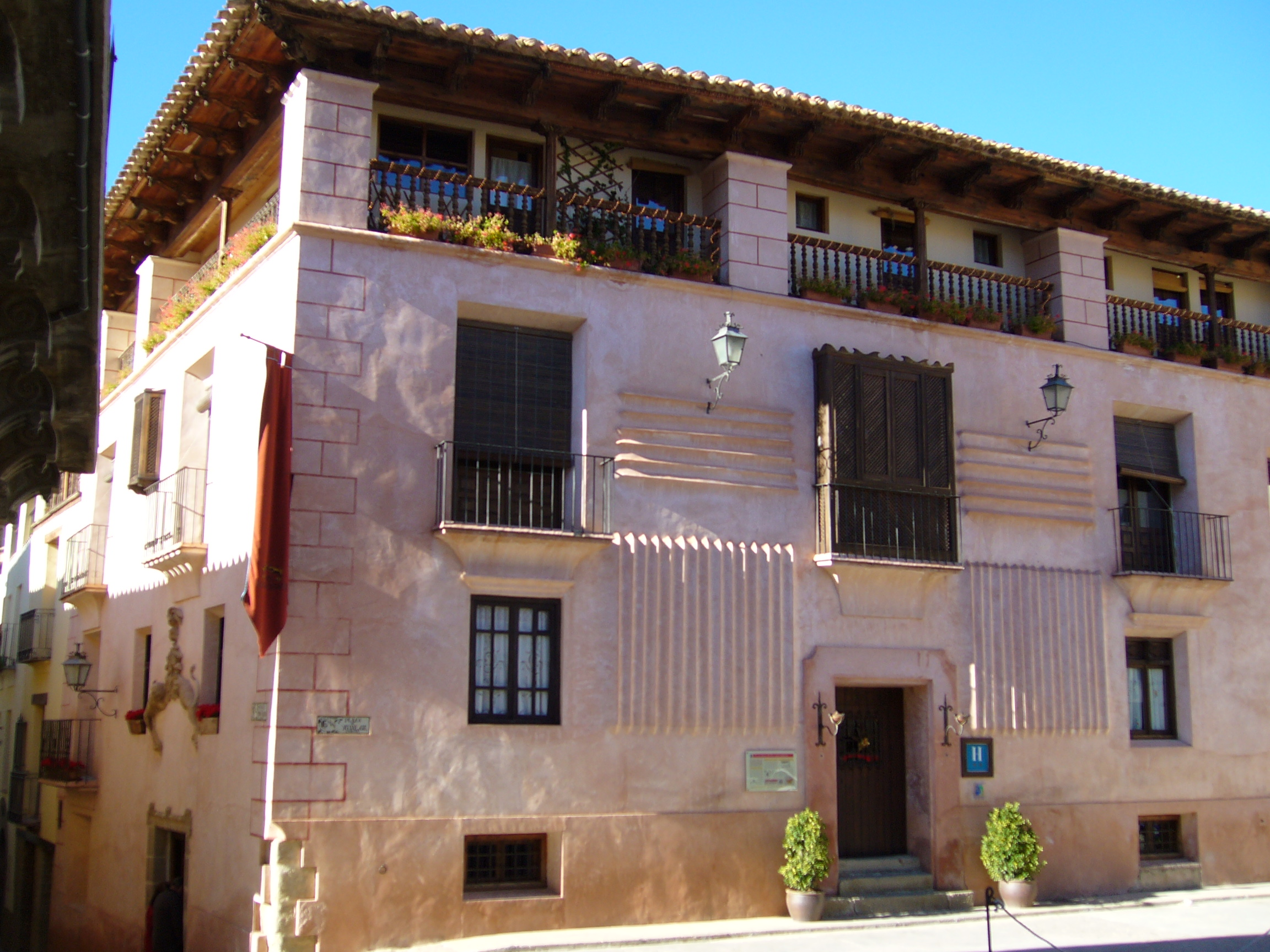
Rubiols de Mora
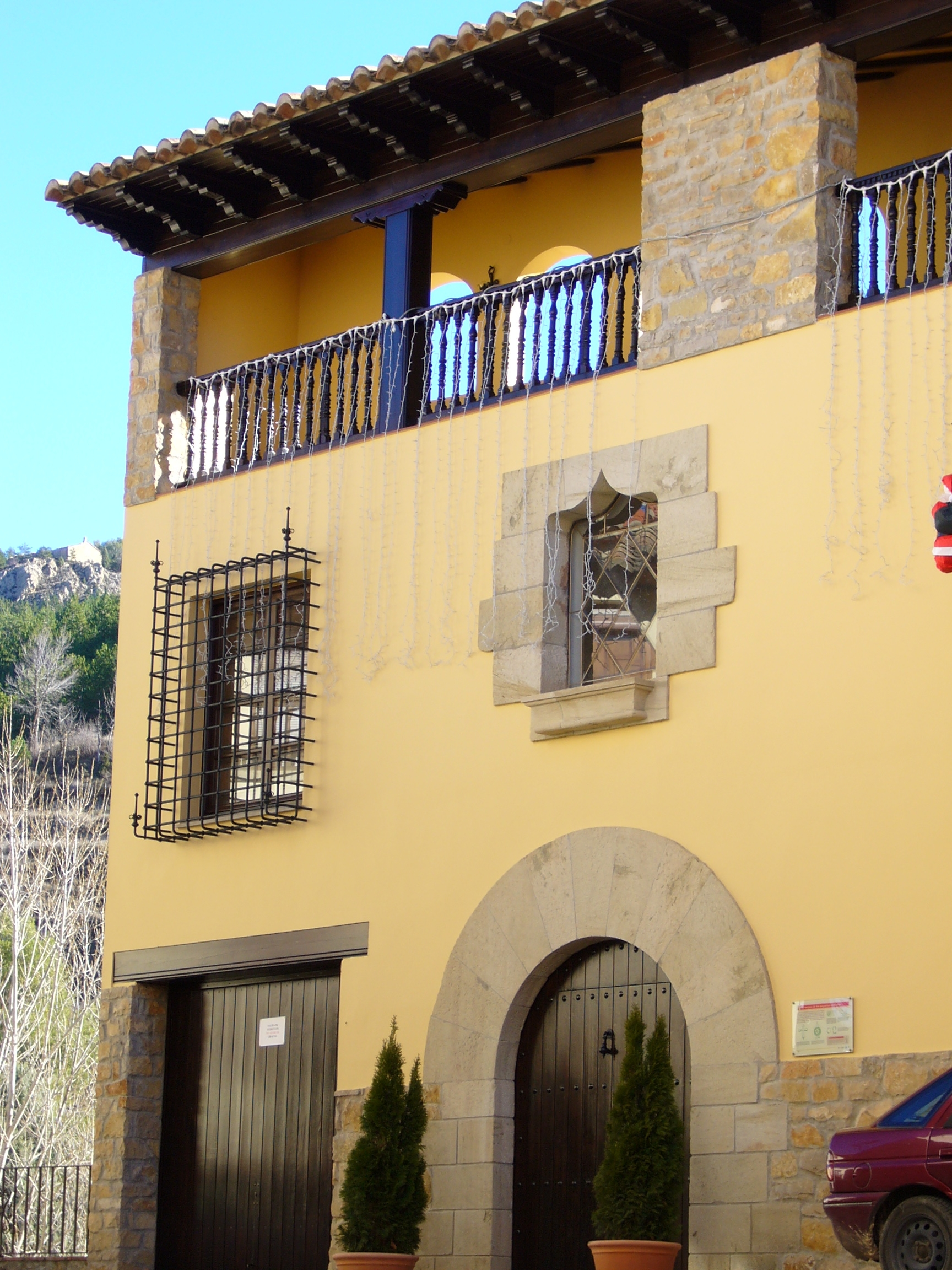
Rubiols de Mora
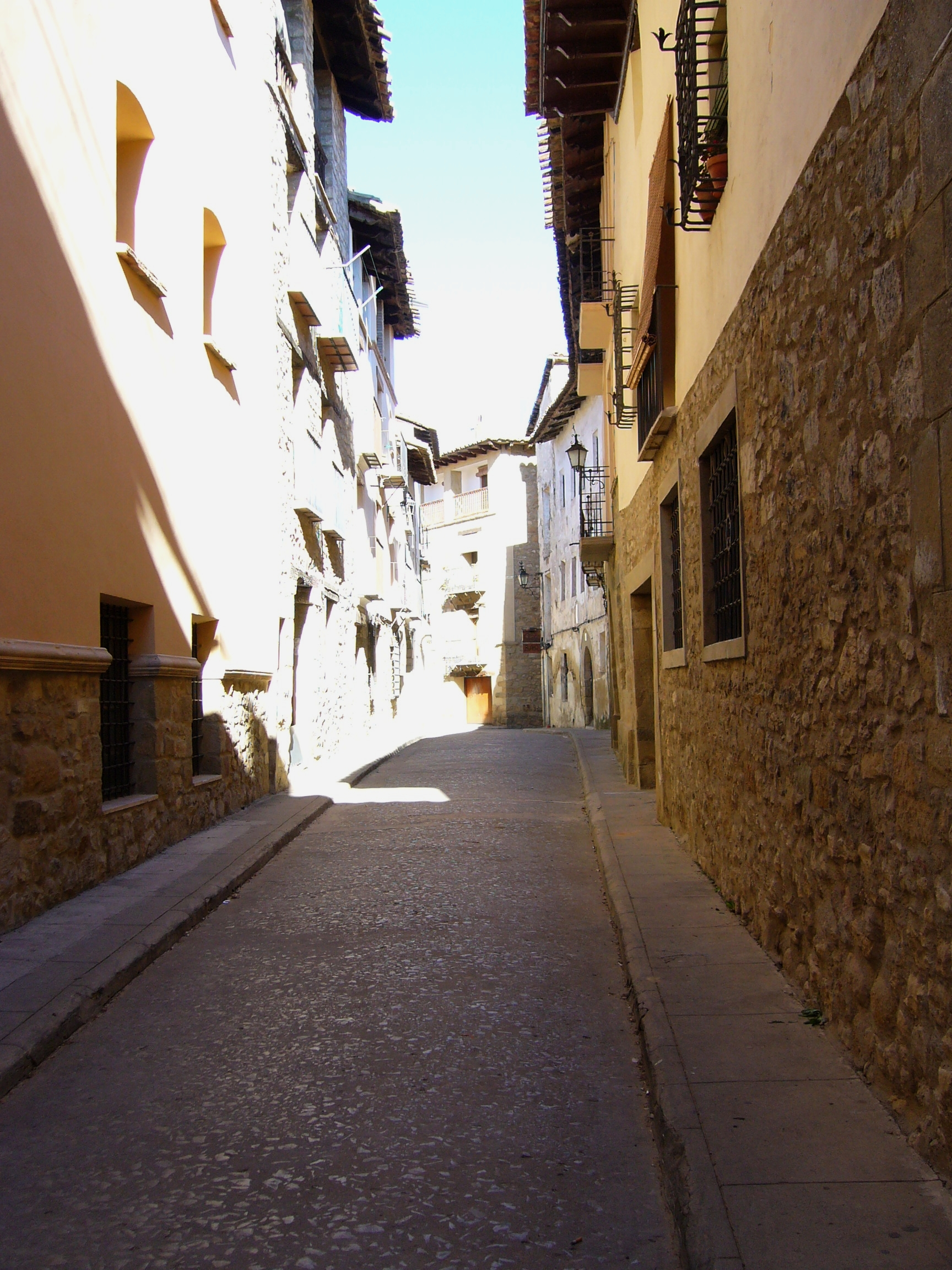
Rubiols de Mora
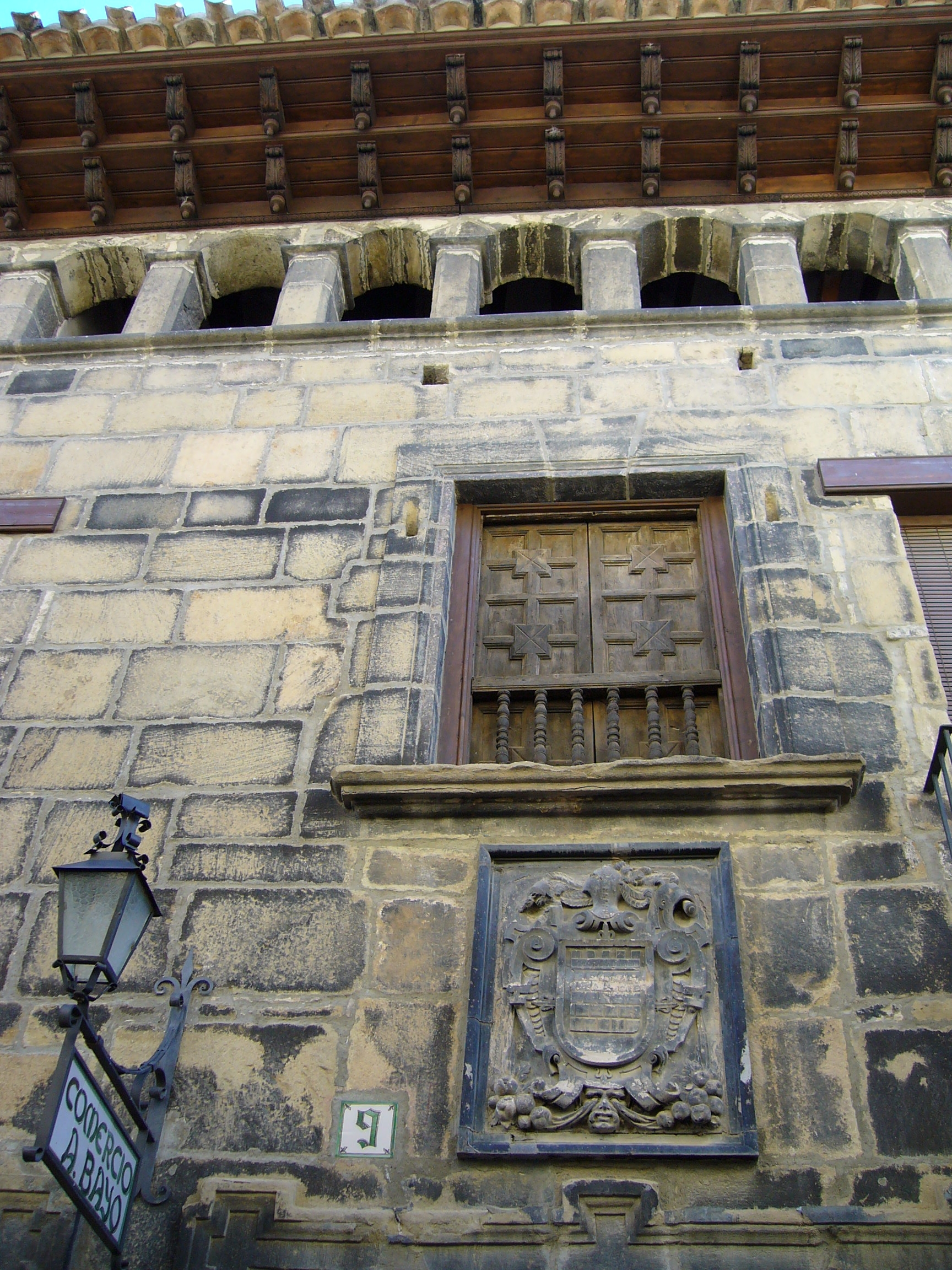
Rubiols de Mora
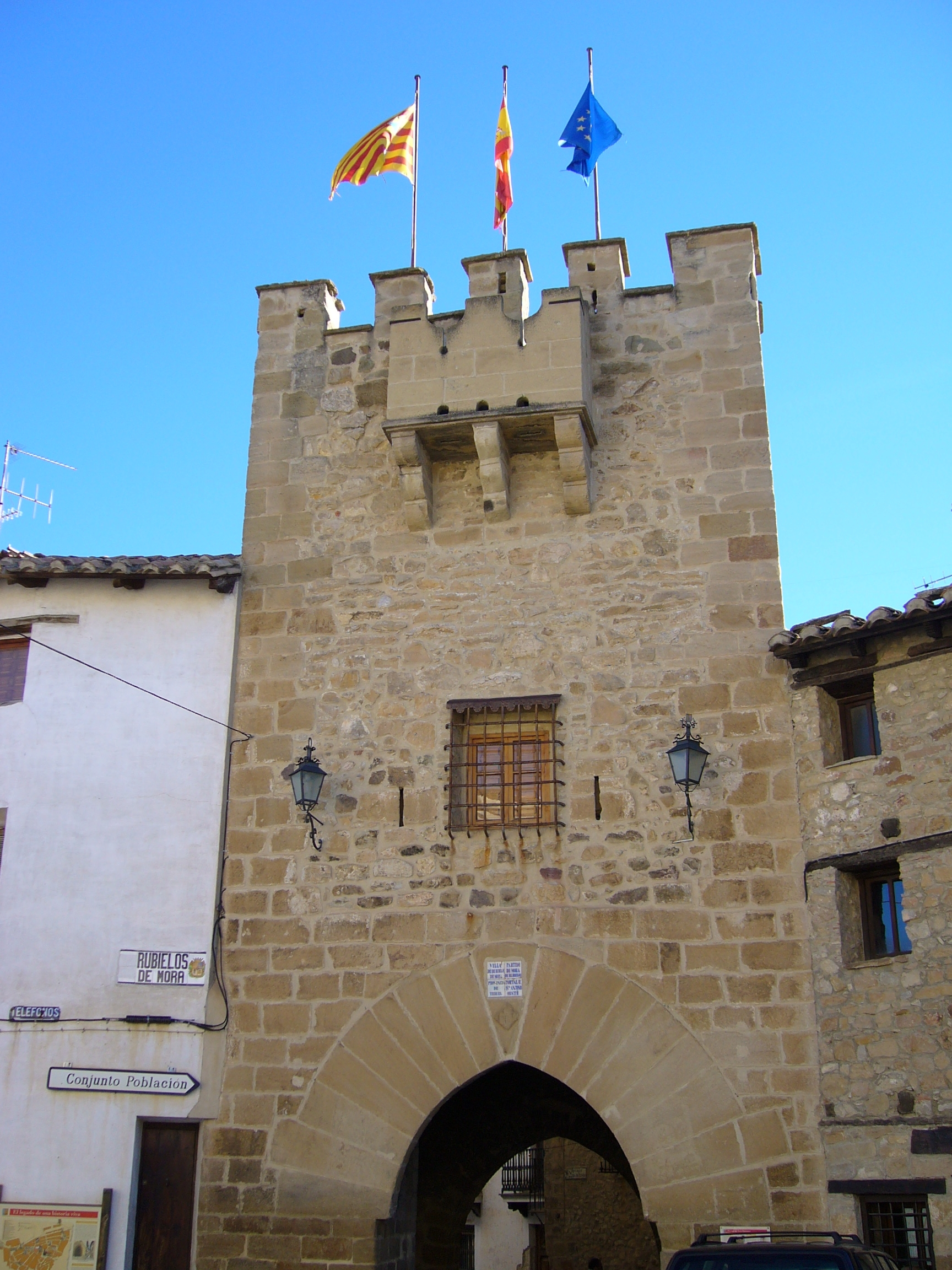
Rubiols de Mora